# Abdulmumini Kabir Usman
Abdulmumini Kabir Usman est le 50e émir de Katsina chronologiquement et le 4e de la dynastie Sullubawa au Nigeria.

## Vie

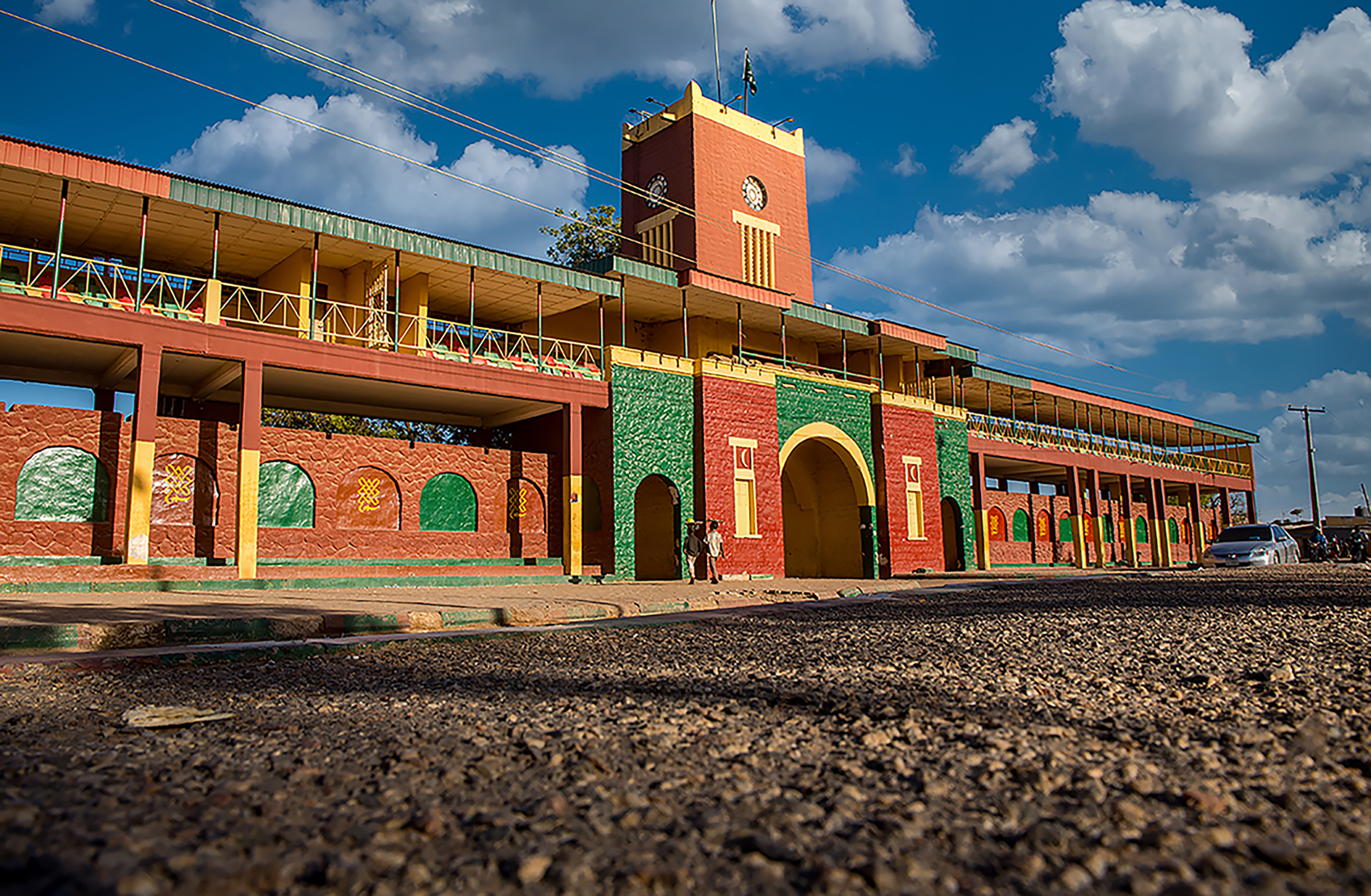
Palais de l'émir.

Abdulmumini Kabir Usman né le 9 janvier 1952 est un Peul du clan Sullubawa. Chancelier de l'université d'Ilorin et de l'université Obafemi Awolowo. Il  succède à son père Muhammadu Kabir Usman,.